# 湖南信息学院
28°19′17″N 113°04′58″E / 28.321269°N 113.082726°E
湖南信息学院，位于中国长沙经济技术开发区毛塘工业园。创办于1997年，2004年升格为高职专科院校，2014年经教育部批准升格为本科院校，2021年经湖南省教育厅等部门批准为硕士学位授予立项建设单位。

## 学校院系
湖南信息学院拥有10个院系。
- 计算机科学与工程学院 （页面存档备份，存于）
- 电子科学与工程学院 （页面存档备份，存于）
- 管理学院 （页面存档备份，存于）
- 国际商学院 （页面存档备份，存于）
- 艺术学院 （页面存档备份，存于）
- 通识教育学院 （页面存档备份，存于）
- 马克思主义学院 （页面存档备份，存于）
- 创新创业学院 （页面存档备份，存于）
- 继续教育学院 （页面存档备份，存于）
- 国际学院（筹备中） （页面存档备份，存于）

## 学校机构
| 湖南信息科学职业学院 | 湖南信息科学职业学院 | 湖南信息科学职业学院 | 湖南信息科学职业学院 |
| 行政机构             |                      |                      |                      |
| -------------------- | -------------------- | -------------------- | -------------------- |
| 行政机构             | 院办                 | 教务处               | 学工处               |
| 行政机构             | 人事处               | 财务处               | 后勤处               |
| 行政机构             | 武装部               | 保卫处               | 基建办               |
| 行政机构             | 招生处               | 经营处               | 就业处               |
| 教辅机构             |                      |                      |                      |
| 现代教育技术中心     | 考试中心             | 职业技能服务中心     |                      |
| 图书馆               | 心理咨询中心         |                      |                      |
| 群团组织             |                      |                      |                      |
| 工会                 | 团委                 | 妇联                 |                      |
| 关协                 |                      |                      |                      |

## 学校文化

### 校训
自强不息、敢为人先

### 办学理念
格物致用、立德固本；知行一体、敢为人先

## 对外交往
- 英国桑德兰大学
- 新加坡南洋理工大学
- 台湾万能科技大学

## 荣誉
- “省级示范性高职院校”[3]
- “省文明高校”[3]